# Edward Noel (1er vicomte Wentworth)
Edward Noel, 1er vicomte Wentworth (30 août 1715-31 octobre 1774) est un pair britannique.

## Biographie
Wentworth est le fils de Clobery Noel, 5e baronnet et d'Elizabeth Rowney. Il fait ses études au Collège d'Eton. Le 30 juillet 1733, il hérite du titre de baronnet de son père. Le 18 juillet 1745, il succède à sa cousine, Martha Johnson, 8e baronne Wentworth, en tant que baron Wentworth et prend son siège à la Chambre des lords. Le 5 mai 1762, il est créé vicomte Wentworth dans la Pairie de Grande-Bretagne . Entre 1770 et sa mort en 1774, il est président des comités de la Chambre des lords.
Il épouse Judith Lamb, fille de William Lamb, le 20 juillet 1744. Il est remplacé dans ses titres par son fils unique, Thomas Noel.